# Dampiera latealata
Dampiera latealata är en tvåhjärtbladig växtart som först beskrevs av E. Pritzel, och fick sitt nu gällande namn av M.T.M. Rajput och R.C. Carolin. Dampiera latealata ingår i släktet Dampiera, och familjen Goodeniaceae. Inga underarter finns listade i Catalogue of Life.